# 石川県道1号七尾輪島線

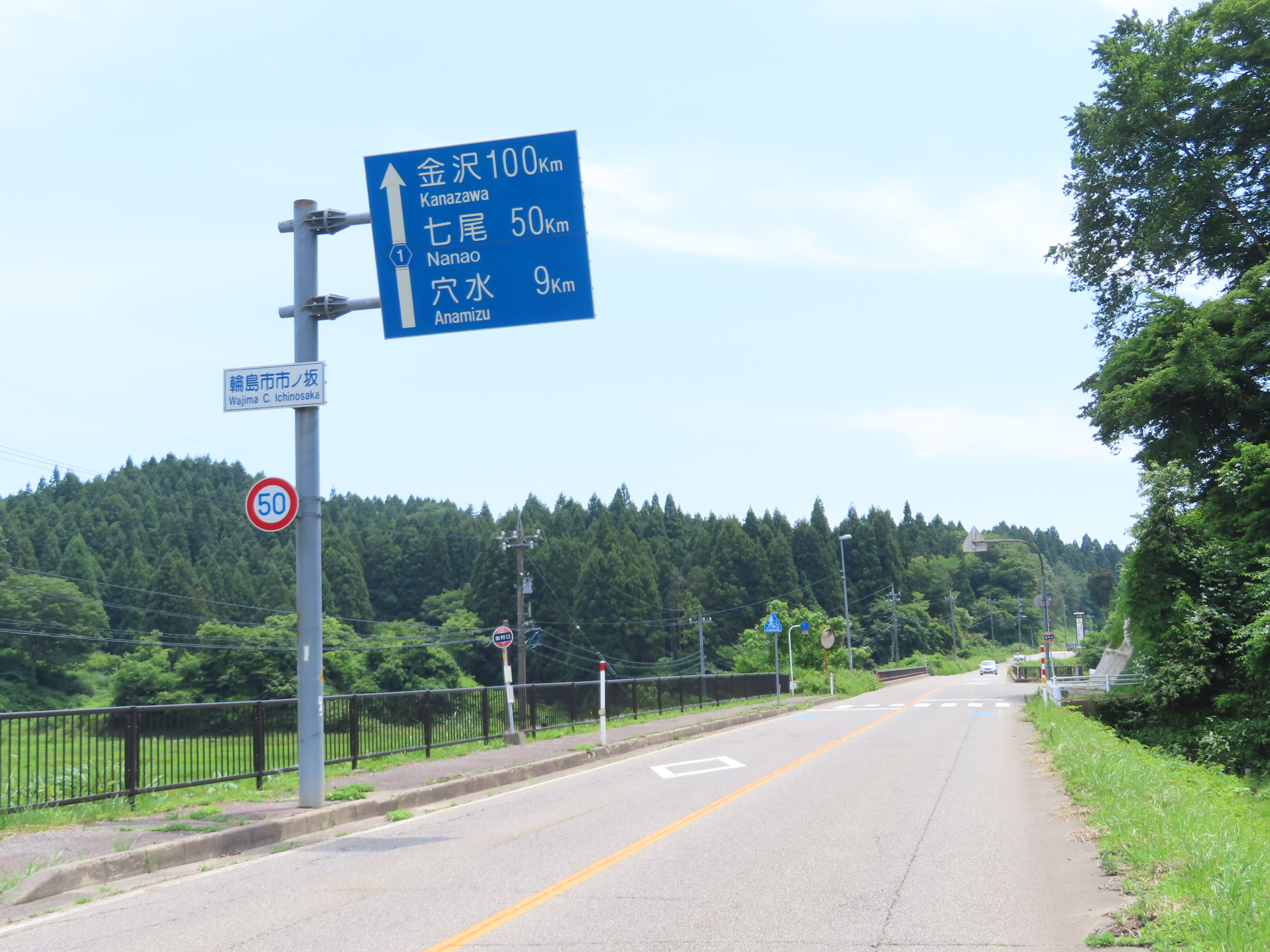
輪島市市ノ坂（2023年6月）

石川県道1号七尾輪島線（いしかわけんどう1ごう ななおわじません）は、石川県七尾市から輪島市へ至る県道（主要地方道）である。

## 概要
七尾市から穴水町にかけては国道249号と重複する区間が中心（七尾市川原町から七尾市田鶴浜町の区間は除く）で、穴水町から輪島市にかけての区間は、のと里山海道の穴水インターチェンジから接続する形で金沢市への最短ルートとなっていたことから日中の交通量は多く、輪島道路として高規格化への改良工事が進んでいる。またのと里山海道の徳田大津インターチェンジから穴水インターチェンジの区間は、のと里山海道と能越自動車道の重複区間であると同時に、当県道の支線となっている。

### 路線データ
- 起点：石川県七尾市川原町18番地先（川原町交差点・国道159号・国道160号交点）
- 終点：石川県輪島市河井町3部68番1地先（河井中央交差点・国道249号交点）
- 車線数：2車線（片側1車線）

## 歴史
- 1960年（昭和35年）10月15日 - 石川県が主要地方道七尾輪島線を認定。
- 2024年（令和6年）
  - 1月1日 - 能登半島地震が発生。輪島市西脇町、同市三井町興徳寺、同市三井新保の各地内で不通となった[1]。
  - 1月3日 - 大型車を除き通行再開[2]。

## 路線状況

### 重複区間
- 石川県道2号七尾羽咋線（七尾市川原町・川原町交差点 - 七尾市小島町・小丸山交差点）
- 国道249号（七尾市田鶴浜町・田鶴浜東交差点 - 鳳珠郡穴水町鵜島・鵜島交差点）
- 石川県道7号穴水門前線（鳳珠郡穴水町此木・此木交差点 - 鳳珠郡穴水町小又・小又交差点）

### 道の駅
- 道の駅輪島（輪島市）

### かつて有料だった区間
- 能登有料道路
  - 徳田大津IC（七尾市大津町） - 穴水IC（鳳珠郡穴水町此木）

## 地理

### 通過する自治体
- 七尾市
- 羽咋郡志賀町（のと里山海道経由のみ）
- 鳳珠郡穴水町
- 輪島市

### 交差する道路
能越自動車道（七尾市大津町・徳田大津IC - 鳳珠郡穴水町此木・穴水IC）およびのと里山海道については、それぞれの記事を参照。

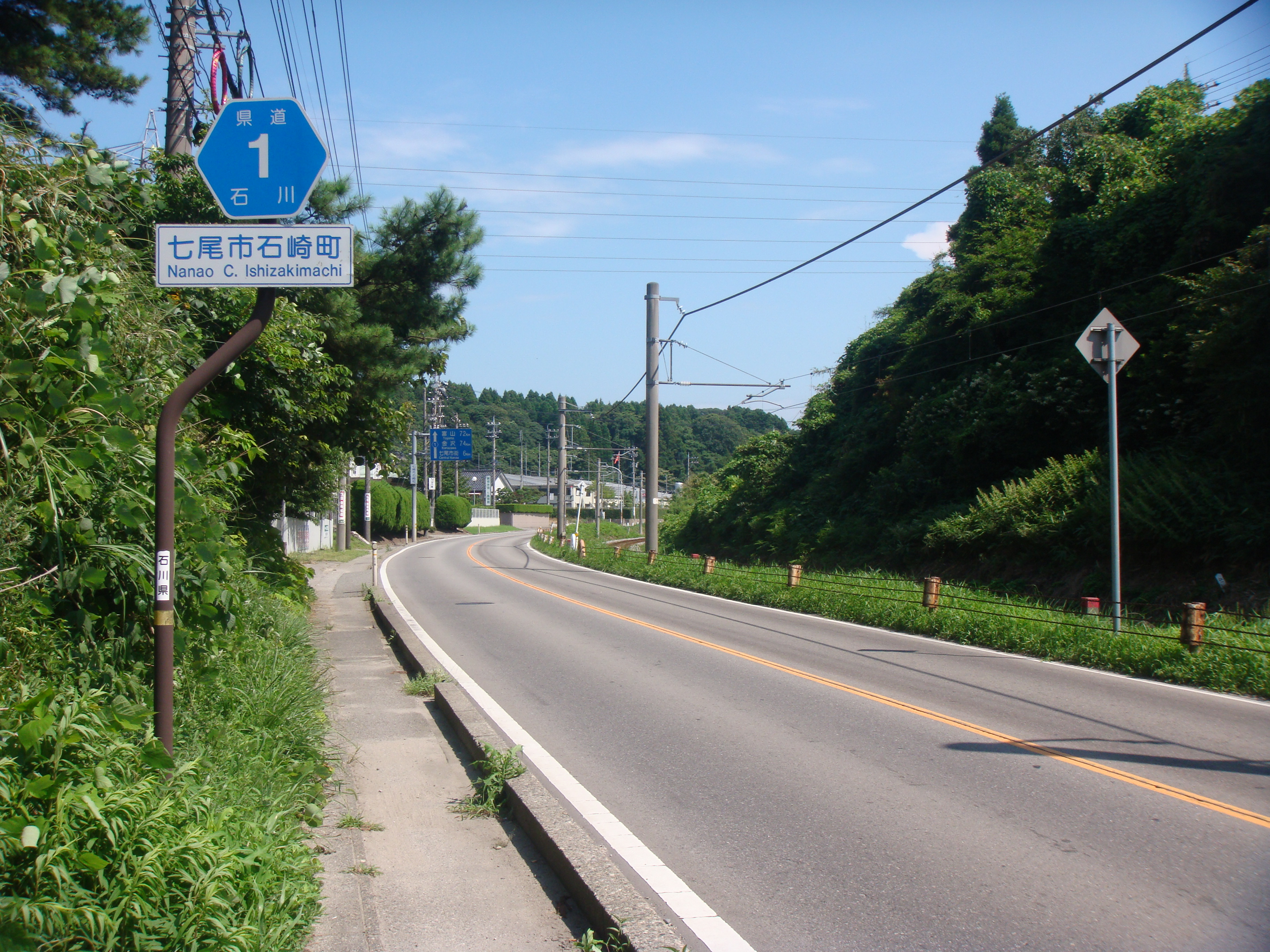
七尾市石崎町から起点方面を望む
（2011年（平成23年）撮影）

- 国道159号・国道160号（七尾市川原町・川原町交差点、起点）
- 石川県道132号七尾港線（七尾市御祓町・七尾駅北交差点）
- 石川県道2号七尾羽咋線：小丸山交差点（七尾市小島町）
- 石川県道116号末吉七尾線：赤浦踏切口交差点（七尾市松百町）
- 石川県道133号石崎港線：石崎口交差点（七尾市石崎町）
- 石川県道248号和倉和倉停車場線：和倉温泉駅前交差点（七尾市石崎町）
- 石川県道47号七尾能登島公園線：和倉温泉西交差点（七尾市奥原町）
- 国道249号（七尾市田鶴浜町・田鶴浜東交差点）以下国道249号重複
- 石川県道3号田鶴浜堀松線（七尾市大津町ヤ・大津交差点）
- 石川県道253号豊田笠師保停車場線（七尾市中島町塩津・塩津交差点）
- 石川県道254号土川浜田線（七尾市中島町河崎ツ・豊川口交差点）
- 石川県道23号富来中島線（七尾市中島町浜田・浜田南交差点）
- 石川県道255号長浦中島線（七尾市中島町中島乙）
- 石川県道256号長浦小牧線（七尾市中島町小牧タ）
- 国道249号（鳳珠郡穴水町鵜島・鵜島交差点）以上国道249号重複
- 石川県道113号穴水港穴水停車場線（鳳珠郡穴水町大町・大町交差点）
- 石川県道50号穴水剱地線（鳳珠郡穴水町字川島）
- 国道249号（鳳珠郡鳳珠郡穴水町川島・金比羅交差点）
- 能越自動車道 穴水IC・石川県道303号柏木穴水線（鳳珠郡穴水町此木・此木交差点）
- 石川県道263号桂谷川島線（鳳珠郡穴水町地蔵坊）
- 石川県道7号穴水門前線：小又交差点（鳳珠郡穴水町小又）
- 石川県道271号漆原下出線（輪島市三井町漆原）
- 石川県道269号滝又三井線（輪島市三井町長沢）
- 石川県道37号輪島山田線（輪島市三井町本江）
- 国道249号（輪島市杉平町大百苅・杉平町交差点）
- 国道249号（輪島市河井町・河井中央交差点、終点）